# GO!GO!HEAVEN!
『GO!GO!HEAVEN!』（ゴーゴーヘヴン）は、小原信治原作による作品群。「自殺」をテーマにしており、様々な分野にメディアミックス展開されている。
漫画版は海埜ゆうこを作画担当にし、小学館の漫画雑誌『ビッグコミックスピリッツ』に連載された。テレビドラマ版は漫画版に先行して放送。

## あらすじ
それぞれの悩みを抱えた自殺願望の若い女性4人がインターネットで知り合う。彼女たちはバンド「自決少女隊」を組み、最後の演奏を終えた後にステージで死ぬことにする。「どうせ死ぬなら華やかに死のう」と考えていたからである。しかし、ドキュメント番組のディレクターや、悪徳プロダクション社長との出会いもあり、自殺どころではなくなる。願望の強い彼女たちの運命は「生」か「死」か…?!

## 主な登場人物
ジュリア
20歳。本名：小林 幸子（こばやし さちこ）。千葉県佐倉市出身。彼女の音楽との出会いは中学時代で、イジメに悩んだときにギターを手にしていた。高校時代は音楽の才能を開花させ、バンドを組んでいたが、自分の気難しさや完璧主義で反感を買ってしまい、卒業と同時にバンド活動に終止符を打つ。その後、大学への進学を強く望む両親の反対を押し切って上京した。路上ライブ中、あるトラブルに巻き込まれ、自殺サイトにアクセス。そのサイトで他の3人と知り合うことになった。ちなみに、自殺願望の理由は謎。ボーカルとギター、作詞作曲を担当。
アヤ
23歳。本名：澤村 文（さわむら あや）。神奈川県川崎市出身。引っ込み思案の性格で、押しに弱いタイプ。現役で大学受験をするも失敗し、仕方なく就職の道を選ぶ。恋愛経験が乏しいまま就職先の上司と不倫するが、徐々にエスカレート。借金が山積みになり、臓器提供でその借金を帳消しにしようと自殺を考えるが、生きるも恐怖、死ぬも恐怖。そんな彼女は自殺サイトの存在を知り、ジュリアたちと遭遇。その安堵からか、やや自殺に前向きになりつつある。ギター担当だが、今まで音楽は未経験だった。
ミカエル
19歳。本名：和代（かずよ）（名字は不明）。埼玉県出身。ゴスロリファッションに身を包んでいる。やたらと時間に厳しい。13歳の頃から引きこもりの生活を続けており、将来を悲観している。対人恐怖症で、社会に出る気力は皆無。自分をいじめていた少女が自殺したことがトラウマになっている。ドラムを担当している。
卑弥呼
自称26歳だが、実年齢は30歳。本名：ひぐち・きみこ（漢字は不明）。職業はSMの女王（テレビドラマ版ではトラックドライバー）。幼少からの性的虐待、レイプ、うつ病などの辛い過去を持つ。父親とは少女時代から確執を持つ。ベースを担当している。

## 単行本
1. 2005年2月28日発売 ISBN 4-09-187541-6
2. 2005年5月30日発行 ISBN 4-09-187542-4
3. 2005年8月30日発行 ISBN 4-09-187543-2

## テレビドラマ版
テレビ東京系列局とびわ湖放送で放送。製作局のテレビ東京では2005年1月9日から同年3月27日まで放送（放送日時は放送局によって異なる）。全12話。

### キャスト
- ジュリア (HN) / 小林幸子：加藤夏希
- アヤ (HN)  / 澤村文：いとうあいこ
- ミカエル (HN) / かずよ：阿井莉沙
- 卑弥呼 (HN) / ひぐちきみこ：川合千春
- マーチン張本：半海一晃
- 萩野龍太郎：森次晃嗣
- 矢沢：岡本健一

### 制作スタッフ
- 脚本：小原信治
- 監督：二階健 (#1 - #3 / #10 - #12) 、西川誠也 (#4 - #6) 、木村ひさし (#7 - #9)
- エンディングテーマ：Janne Da Arc 「WING」
- 制作プロダクション・オフィスクレッシェンド
- 製作・著作・GO！GO！HEAVEN！製作委員会

| 放送対象地域   | 放送局               | 系列           | 放送日時           | 備考     |
| -------------- | -------------------- | -------------- | ------------------ | -------- |
| 関東広域圏     | テレビ東京 (TX)      | テレビ東京系列 | 日曜 25:00 - 25:30 | 製作局   |
| 北海道         | テレビ北海道 (TVh)   | テレビ東京系列 | 月曜 25:00 - 25:30 | 8日遅れ  |
| 愛知県         | テレビ愛知 (TVA)     | テレビ東京系列 | 日曜 26:40 - 27:10 | 28日遅れ |
| 大阪府         | テレビ大阪 (TVO)     | テレビ東京系列 | 日曜 25:05 - 25:40 | 5分遅れ  |
| 岡山県・香川県 | テレビせとうち (TSC) | テレビ東京系列 | 水曜 24:55 - 25:25 | 10日遅れ |
| 福岡県         | TVQ九州放送 (TVQ)    | テレビ東京系列 | 木曜 25:25 - 25:55 | 17日遅れ |
| 滋賀県         | びわ湖放送 (BBC)     | 独立UHF局      | 水曜 26:00 - 26:30 | 10日遅れ |

### CD
- 遺書（2005年2月23日、VFCD-11012）
  1. 『遺書』[3:05]
作詞：Gary Newby／作曲：杉森舞／編曲：Gary Newby
  2. Again [3:13]
作詞：小原信治／作曲：little little／編曲：高見優
  3. 『遺書』 〜Acoustic version〜[3:18]

  - 『遺書』 PV[3:02]（DVD。初回限定盤のみ）

### DVD
- GO!GO!HEAVEN!自決少女隊DVDボックス（2005年)